# Johann Dase

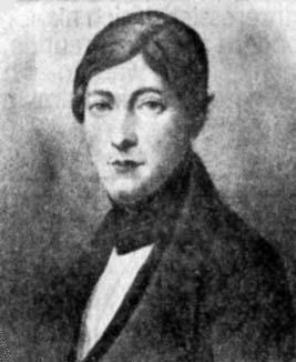
Johann Dase

Johann Martin Zacharias Dase (n. 23 iunie 1824 la Hamburg - d. 11 septembrie 1861 tot la Hamburg) a fost un matematician german, celebru pentru abilitățile de calcul, pe care le-a manifestat chiar din copilările.
În anul 1844, a calculat numărul π, în două luni, cu o precizie de 200 de zecimale.
(Ulterior s-a dovedit că ultimele 5 zecimale au fost eronate.)
În 1853 ajunge la 400 de cifre exacte, utilizând formula:
{\displaystyle {\frac {\pi }{4}}=\arctan {\frac {1}{2}}+\arctan {\frac {1}{5}}+\arctan {\frac {1}{8}}.}
În perioada 1844 - 1845 a călătorit prin mai multe mari orașe ale Germaniei, peste tot fiind apreciat pentru rapiditatea calculelor sale.
A determinat cei mai mici divizori ai numerelor din milionul al șaptelea, al optulea și parțial din al nouălea.
Rezultatele muncii sale au fost publicate postum la Hamburg în 1862 și 1865.